# USS Cape St. George (CG-71)
USS Cape St. George (CG-71), dvadeset i peta raketna krstarica klase Ticonderoga u službi američke ratne mornarice; prvi brod koji nosi to ime.
18. ožujka 2006. zajedno s USS Gonzalezom sudjelovao je u razmjeni vatre s navodnim piratima 25 nautičkih milja od obale Somalije. Tom prilikom jedan je pirat poginuo dok su petorica ozlijeđena.

## Vanjske poveznice
- USS Cape St. George  Arhivirana inačica izvorne stranice od 4. rujna 2009. (Wayback Machine)